# Bóbita Bábszínház
A Bóbita Bábszínház Pécs egyetlen bábszínháza, amely 2011 óta a Zsolnay Kulturális Negyedben található. A Bóbita a dél-dunántúli régió egyetlen önkormányzati bábszínháza, amely közel 50 éve szerzett országos hírnevet az 1965-ös Ki mit tud? vetélkedőnek is köszönhetően.
A hagyományos, gyermekeknek szánt bábszínházi előadásokon kívül – melyek elsősorban a klasszikus meseirodalomra épülnek – szabadtéri és felnőtt darabokat is játszanak. A társulat számos ízben szerzett nemzetközi és hazai bábfesztiválokon elismerő díjakat (Horvátországban, Szerbiában, Lengyelországban, Montenegróban és Szlovákiában). Európa sok országán kívül Ázsiában is több helyen tartottak vendégelőadásokat. A bábszínház kiemelkedő rendezvénye a 3 évenként megrendezésre kerülő Pécsi Nemzetközi Felnőttbábfesztivál. A színház épületében a korábbi bábok bemutatására szolgáló bábmúzeum, egy kézműves galéria és egy mesekuckó is működik.

## Története

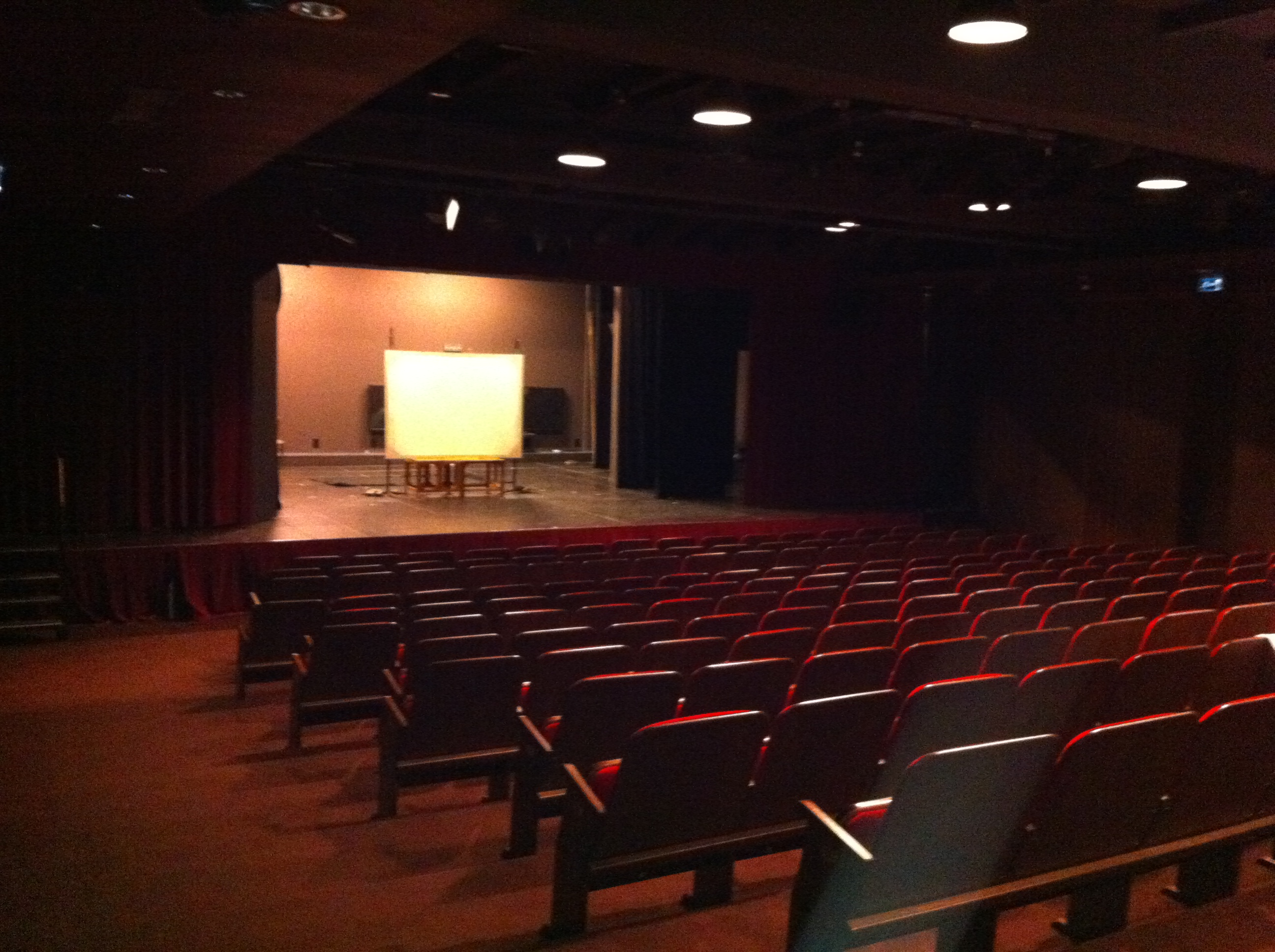
A bábszínház nagyterme a Kós Lajos terem

A Bóbita Bábszínház előtt már működött Pécsen bábszakkör a Művelődési Központban. A Népművészeti Intézetnek köszönhetően 1951-től jelentős írók kapcsolódtak be a bábművészetbe (pl: Tamási Áron, Weöres Sándor, Mészöly Miklós, Szentkuthy Miklós) írásaikkal. Kós Lajos 1961-ben került a pécsi szakkörhöz, amely még abban az évben – fennállásának 10. évfordulóján – felvette Weöres Sándor egyik költeménye után a Bóbita nevet. A bábszínház épülete az 1905-ben Pilch Andor építész tervei alapján épült kupolás épület lett, amelyben korábban a Pécsi Jótékony Nőegylet működött. Ez az épület csupán pár méterre van Pécs belvárosának legfontosabb sétálóutcájától, a Király utcától.
Az együttes hamar ismertté vált humoros, show-jellegű felnőtt- és gyerekelőadásaival (Operasaláta, Séta az állatkertben), valamint instrumentális rockzenére készült szöveg nélküli műsoraival (Pink Floyd – Kalevala, Emerson, Lake and Palmer – Egy kiállítás képei). A sikerhez nagyban hozzájárult az 1965-ös Ki mit tud? vetélkedő. A társulat az 1968-69-es felújítást követően az épület alagsorából feljutott az épület hatalmas klubhelyiségébe. Azonban a nagyobb javítási munkákkal egészen 1981-ig kellett várni. Ekkor alakították ki a későbbi 206 ülőhelyes nézőteret a színházban. A két évtizeden át tartó kimagasló teljesítmény elismerése volt, hogy még ebben az évben – a vidéki bábegyüttesek közül elsőként – hivatalos bábszínházi státuszt kapott, a Pécsi Nemzeti Színház bábtagozataként.
A Bóbita Bábszínház 2004. január 1-jétől vált önálló intézménnyé.
A bábszínház 2011 márciusában költözött a Mária utcai kupolás épületből a Zsolnay Kulturális Negyedbe, a jelenlegi épületébe (7626 Pécs, Felsővámház u. 50.), ahol egy 185 férőhelyes nagyteremmel, valamint egy 70 fős kamarateremmel várja a látogatókat.
Az egykor DoZsó névre hallgató épület nevét Dr. Doktor Sándor nőgyógyászról és a Zsolnay Vilmos Művelődési Ház összerövidítéséből kapta.
A nagyobb tér több lehetőséget is rejt magában. Az új helyen az 1999 óta megnyílt állandó bábmúzeum mellett helyet kapott egy Kézműves terem is. A színházi élményt egy Mesekuckó és egy Kakaóbár egészíti ki. A bábmúzeumban a régi darabok hősei kerültek kiállításra.

## Képgaléria

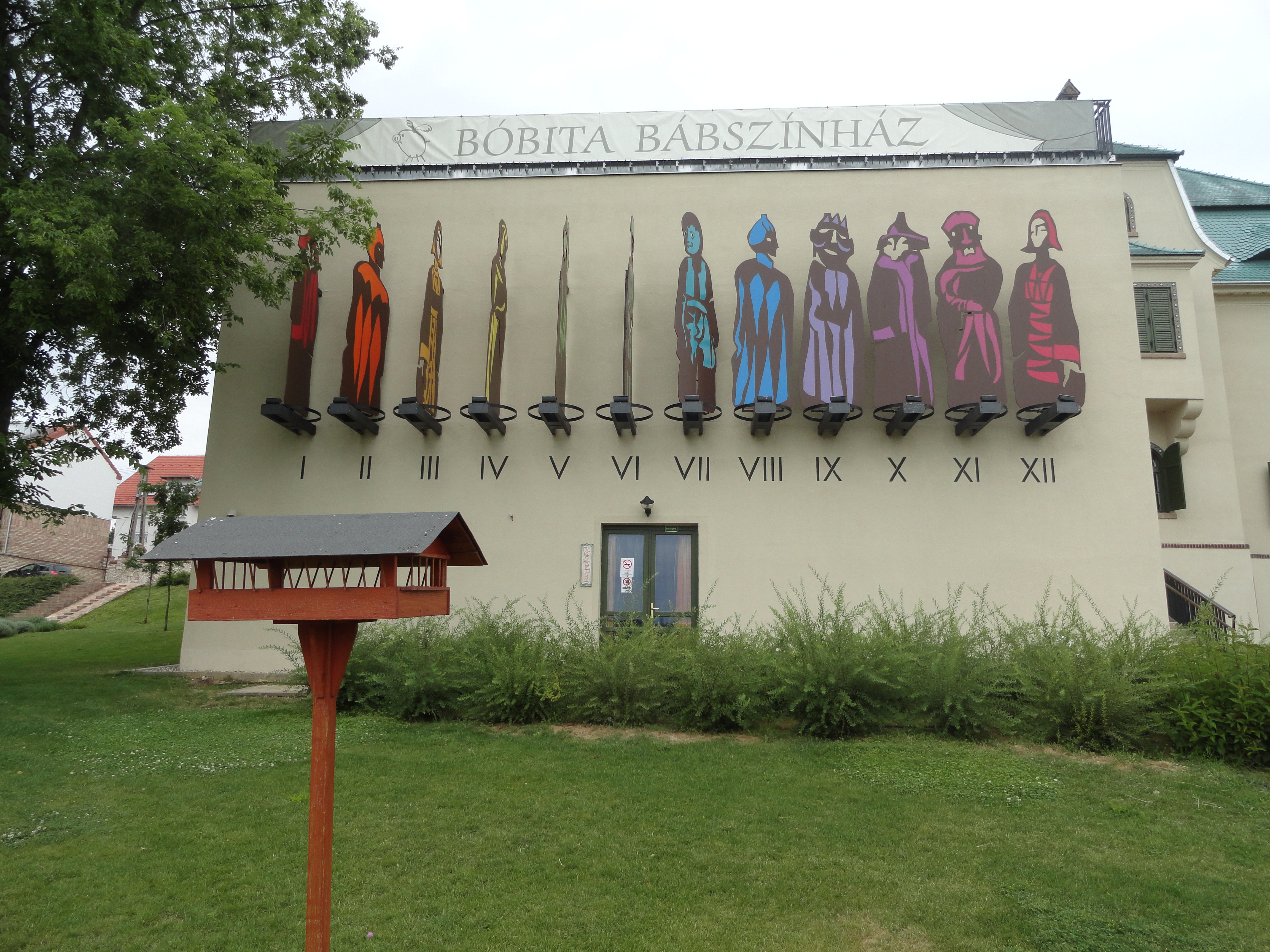
Bóbita Bábszínház épületének napórája
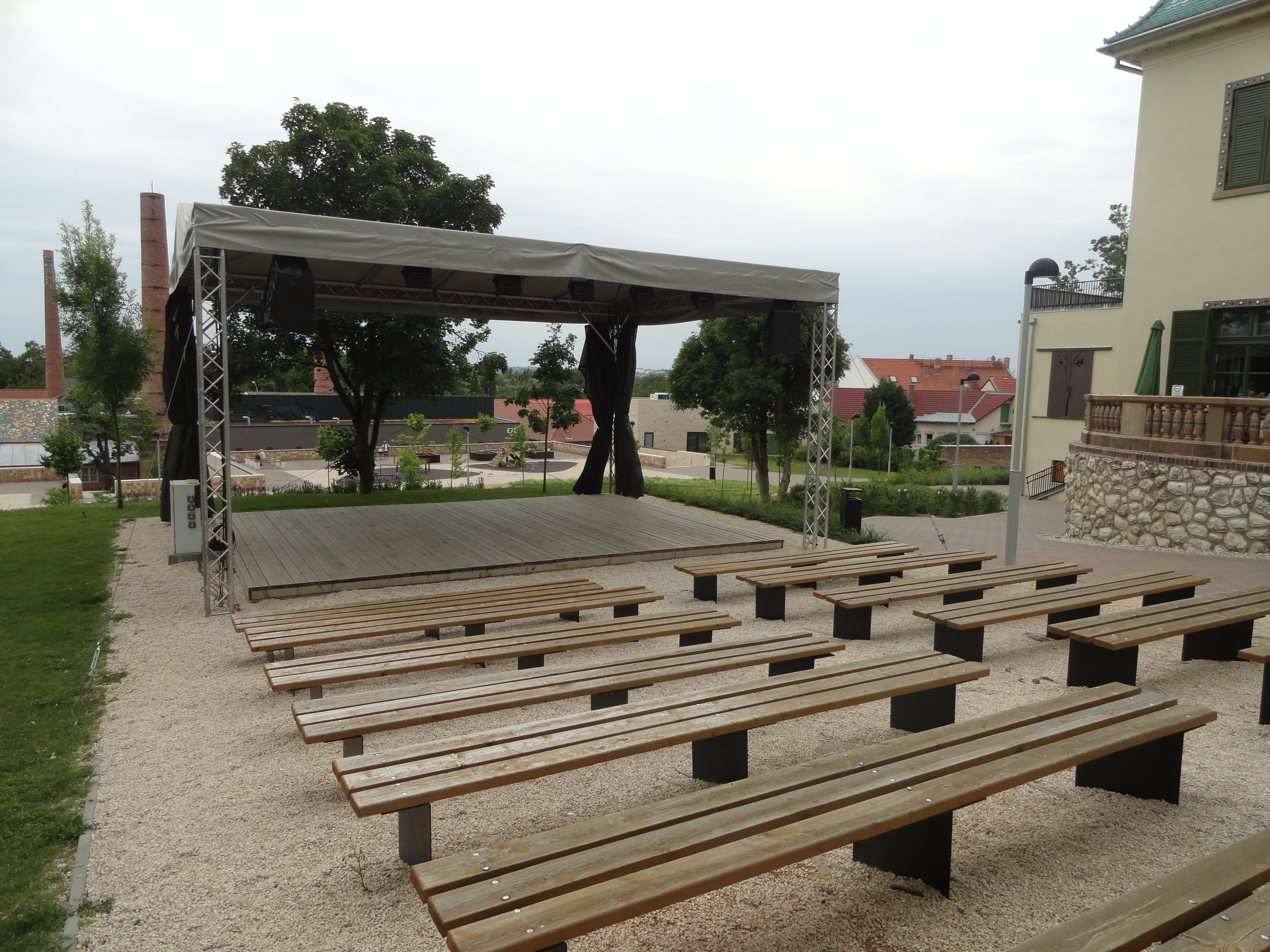
Bóbita Bábszínház kültéri színpadja

## Lásd még
- Magyarországi bábszínházak listája

## Ajánlott irodalom
- Kós Lajos: A Bóbita. A pécsi bábegyüttes története; Pro Pannonia, Pécs, 1993 (Pannónia könyvek)
- Balogh Géza: A bábszínház alapító – Kós Lajos (1924–2008)
- Bóbita Bábszínház 50, 1961–2011; szerk. Papp Melinda, Sramó Gábor; Bóbita Bábszínház, Pécs, 2012
- Giovannini Kornél: Bóbita, Sáfár, Tornác. Leltár színpad; Hungarovox, Bp., 2015
- Ambrus Attiláné Dr. Kéri Katalin: Női időtöltések száz évvel ezelőtt, Valóság 1997/3, 36-44.